# Ланда, Михаил Маркович
Михаил Маркович Ланда (1890, Белыничи Могилёвского уезда Могилёвской губернии — 28 июля 1938, Москва) — советский политработник и работник органов прокуратуры, главный военный прокурор (1928—1930), ответственный редактор газет «Красная звезда» и журнала «Знамя», армейский комиссар 2-го ранга (1935).

## Биография
- В 1918 году вступил в РКП(б) и РККА. Участник Гражданской войны.
- В 1920—1926 годах заместитель начальника Политуправления РККА, с 1927 года начальник Политуправления Белорусского военного округа.
- В 1928 году был одним из руководителей «внутриармейской оппозиции», которая выступала против «недостаточной активности партийных и политических органов армии, против фактов искажения партийной линии в содержании военно-политического воспитания и т. д.».
- С 1928 года старший помощник прокурора Верховного суда СССР по военной прокуратуре.
- С 1930 года занимал пост ответственного редактора газеты «Красная Звезда» и журнала «Знамя».

## Репрессии
5 ноября 1937 года арестован. Признал себя виновным в участии в антисоветском, троцкистском, военно-фашистском заговоре в РККА. 28 июля 1938 года приговорён к смертной казни и в тот же день расстрелян. 7 июля 1956 года реабилитирован.

## Адрес
СССР, Москва, улица 2-я Брестская, дом 45, квартира 26.

## Награды
- Орден Красного Знамени (20.02.1928[3])